# Malcolmochthonius
Genre
Malcolmochthonius est un genre de pseudoscorpions de la famille des Chthoniidae.

## Distribution
Les espèces de ce genre sont endémiques des États-Unis. Elles se rencontrent en Oregon et en Californie.

## Liste des espèces
Selon Pseudoscorpions of the World (version 3.0) :
- Malcolmochthonius malcolmi Benedict, 1978
- Malcolmochthonius oregonus Benedict, 1978
- Malcolmochthonius perplexus Benedict, 1978

## Étymologie
Ce genre est nommé en l'honneur de David Robert Malcolm.

## Publication originale
- Benedict, 1978 : A new pseudoscorpion genus Malcolmochthonius n.g., with three new species from the western United States. Transactions of the American Microscopical Society, vol. 97, no 4, p. 250-255.